# Charles Abbot (botaniste)
Pour les articles homonymes, voir Abbot et Charles Abbot.
Charles Abbot est un botaniste et un entomologiste britannique, né le 24 mars 1761 et mort le 8 septembre 1817 à Bedford.

## Biographie
Il fait ses études au Winchester College et à New College (Oxford). En 1793, il devient membre de la Linnean Society of London et de la Royal Society. Abbot fait notamment paraître Catalogus plantarum (mai 1795), une liste de 956 plantes du Bedfordshire, puis, en novembre 1798, sur le même sujet, une Flora Bedfordiensis.
Il capture en Angleterre le premier spécimen de l’échiquier, Carterocephalus palaemon (Pallas, 1771), un papillon de la famille des Hesperiidae.